# California (ligne rose du métro de Chicago)
Pour les articles homonymes, voir California.
Ne doit pas être confondu avec California (ligne verte du métro de Chicago) ou California (ligne bleue du métro de Chicago).

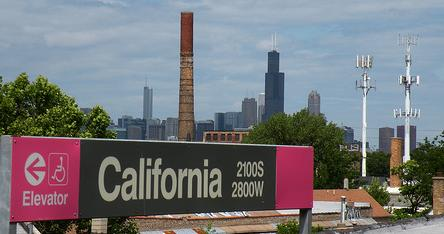
La skyline de Chicago depuis la station.

 California est une station aérienne de la ligne rose du métro de Chicago située au sud-ouest du Loop.

## Description
Établie en aérien, la station California est située sur la ligne rose du métro de Chicago, entre les stations Kedzie, en direction de 54th/Cermak, et Western, en direction du Loop.
Elle a été ouverte le 10 mars 1902 par la Metropolitan West Side Elevated Railroad, sa structure était fort semblable aux autres stations de la Douglas Branch. 
En 1980, un incendie a ravagé les auvents et il fut décidé de les remplacer par une cabine en acier et en aluminium de la largeur de la plateforme sur l’extrémité est. Cette situation pourtant déclarée comme temporaire a continué ainsi jusqu’à la reconstruction de California. 
La Chicago Transit Authority lança les travaux le 12 octobre 2002 et procéda à la restructuration complète de la station, de son quai et de ses voies d’accès afin notamment de la rendre accessible aux personnes à mobilité réduite. California a rouvert ses portes le 22 juillet 2004 soit le même jour que Damen. 
Après avoir mené une étude sur la mobilité sur les zones de mobilité dans le sud-ouest de la ville en 2004, la Chicago Transit Authority décida de créer une nouvelle ligne pour desservir la station California et l’ensemble de la Douglas Branch. 
À partir de 2006, la ligne rose reprit l’ancien tronçon délaissé temporairement par la ligne bleue avant que le nouvel itinéraire via le loop et le Paulina Connector ne soit confirmé définitivement le 25 avril 2008. 
370 328 passagers y ont transité en 2008.

## Les correspondances avec le bus
Avec les bus de la Chicago Transit Authority :
- #21 Cermak
- #94 South California

## Dessertes
| Nord/Ouest              |  |            |  | Sud/Est                                 |
| ----------------------- |  | ---------- |  | --------------------------------------- |
| Kedzie vers 54th/Cermak |  | ligne rose |  | Western vers 54th/Cermak via Clark/Lake |
| modifier sur Wikidata   |  |            |  |                                         |